# 수파르나 항공
수파르나 항공 (중국어: 金鹏航空)은 중화인민공화국의 항공사로 본사는 중화인민공화국 상하이에 위치해 있으며 2003년 1월 15일에 설립했다. 또한 사용하고 있는 허브 공항으로 상하이 푸둥 국제공항이 있으며 계열사는 하이난 항공이 있다. 과거에는 양쯔강 익스프레스로 불리었으나 지난 2017년 7월 7일, 현재의 사명으로 변경하였다.

## 역사
- 2002년 7월 : 하이난 항공이 회사 설립. 지주 비율은 하이난 항공 그룹이 85%, 하이난 항공이 5%, 상하이 기장 집단이 10%를 보유
- 2006년 1월 12일 : 협의를 통해 지주 비율이 하이난 항공 그룹이 51%, 중화항공이 25%, 양명 해운이 12%, 바다 해운이 6%, CCELI가 6%를 보유

## 운항 노선
- 2016년 1월 현재 수파르나 항공은 다음과 같은 노선을 취항하고 있다.

## 보유 기종
- 2020년 3월 기준으로 수파르나 항공은 다음과 같은 기종을 보유하고 있으며 평균 기령은 18.8년이다.[2][3]

## 같이 보기
- 하이난 항공
- 그랜드 차이나 항공

## 사진

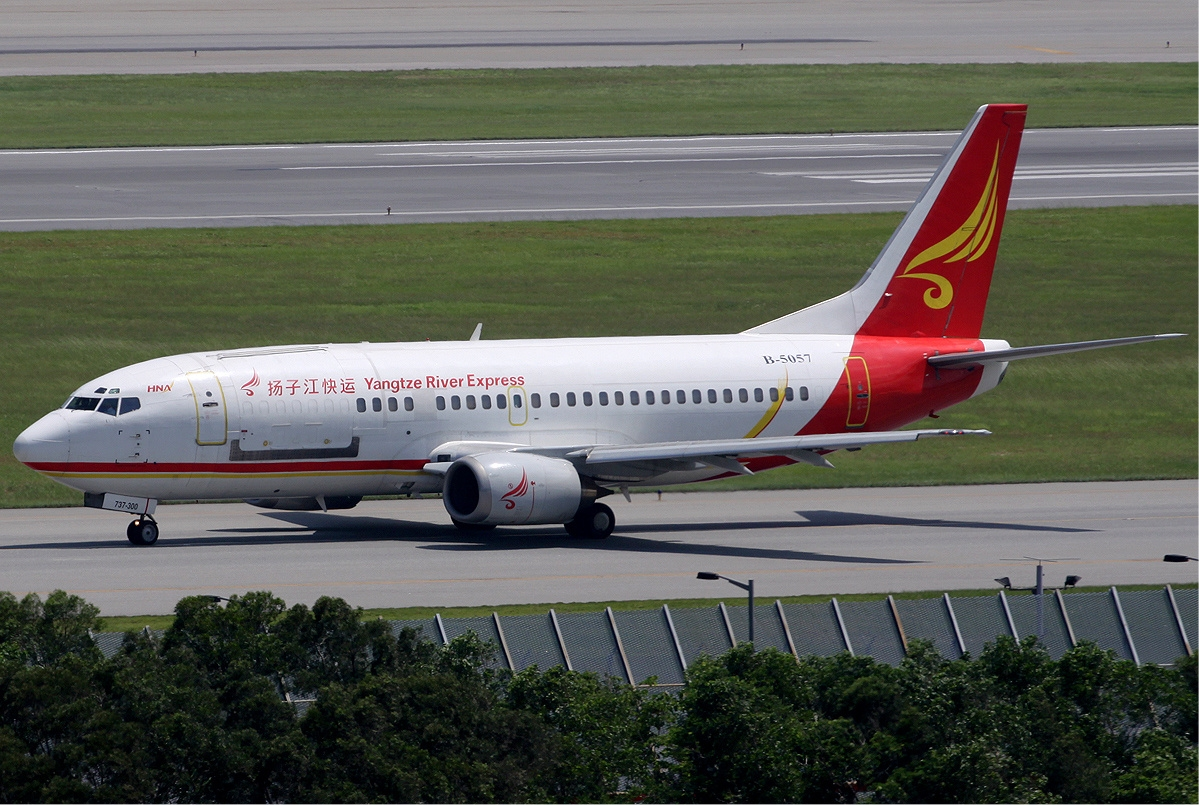
수파르나 항공의 보잉 737-300F
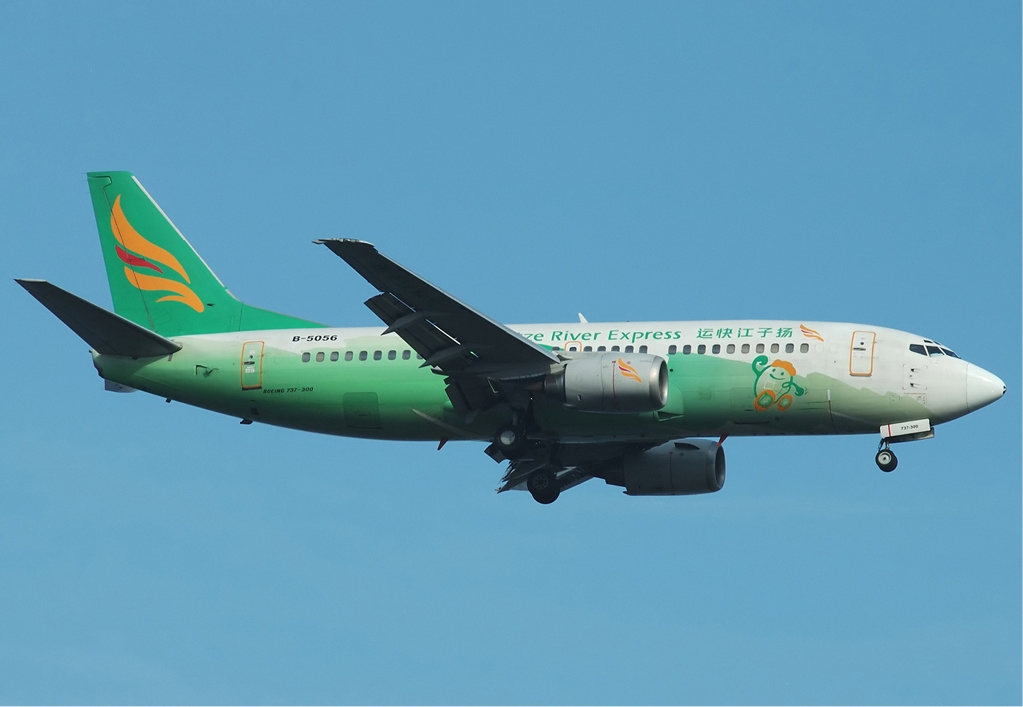
수파르나 항공의 보잉 737-300QC (퇴역)
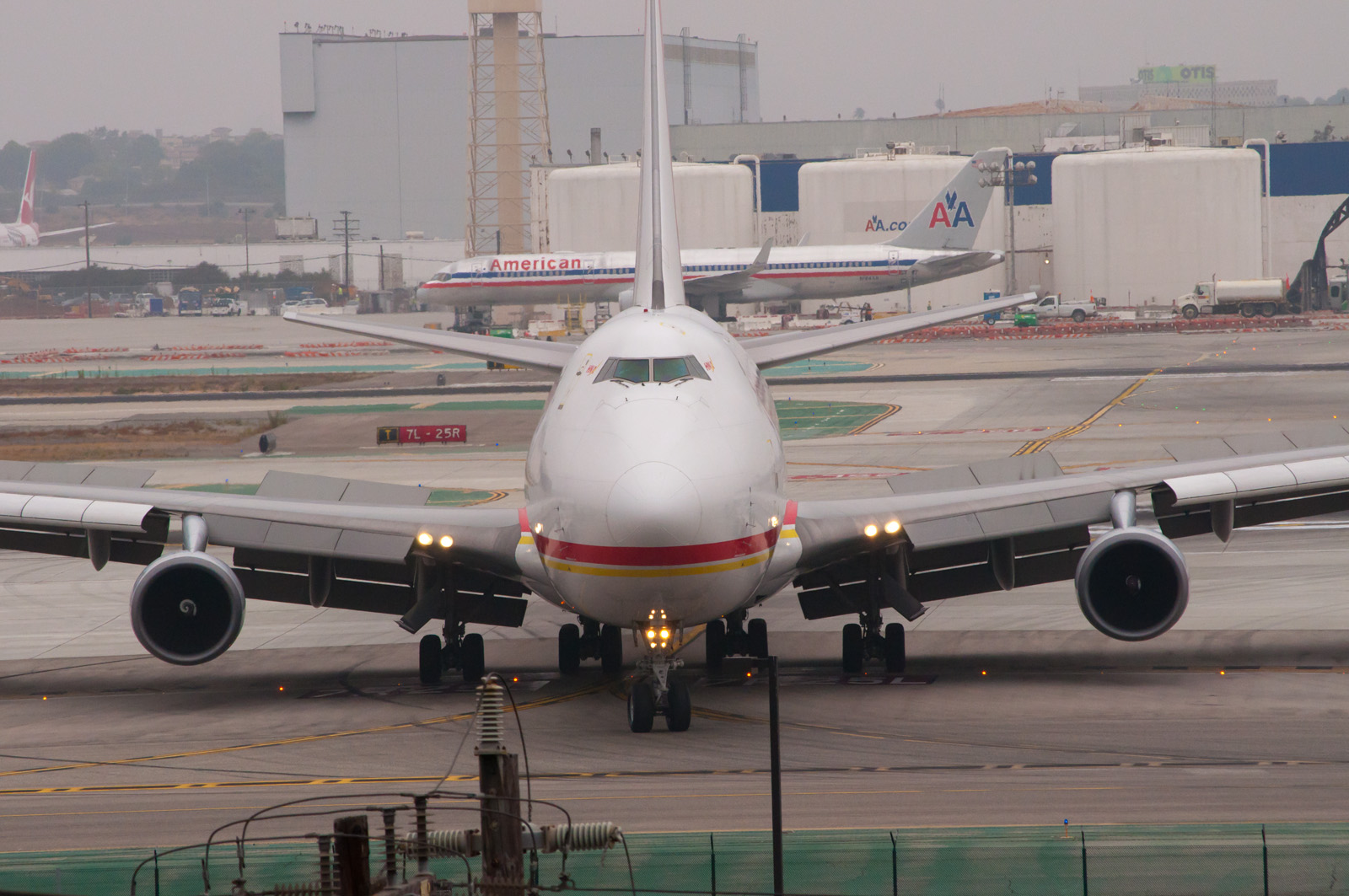
수파르나 항공의 보잉 747-400BDSF
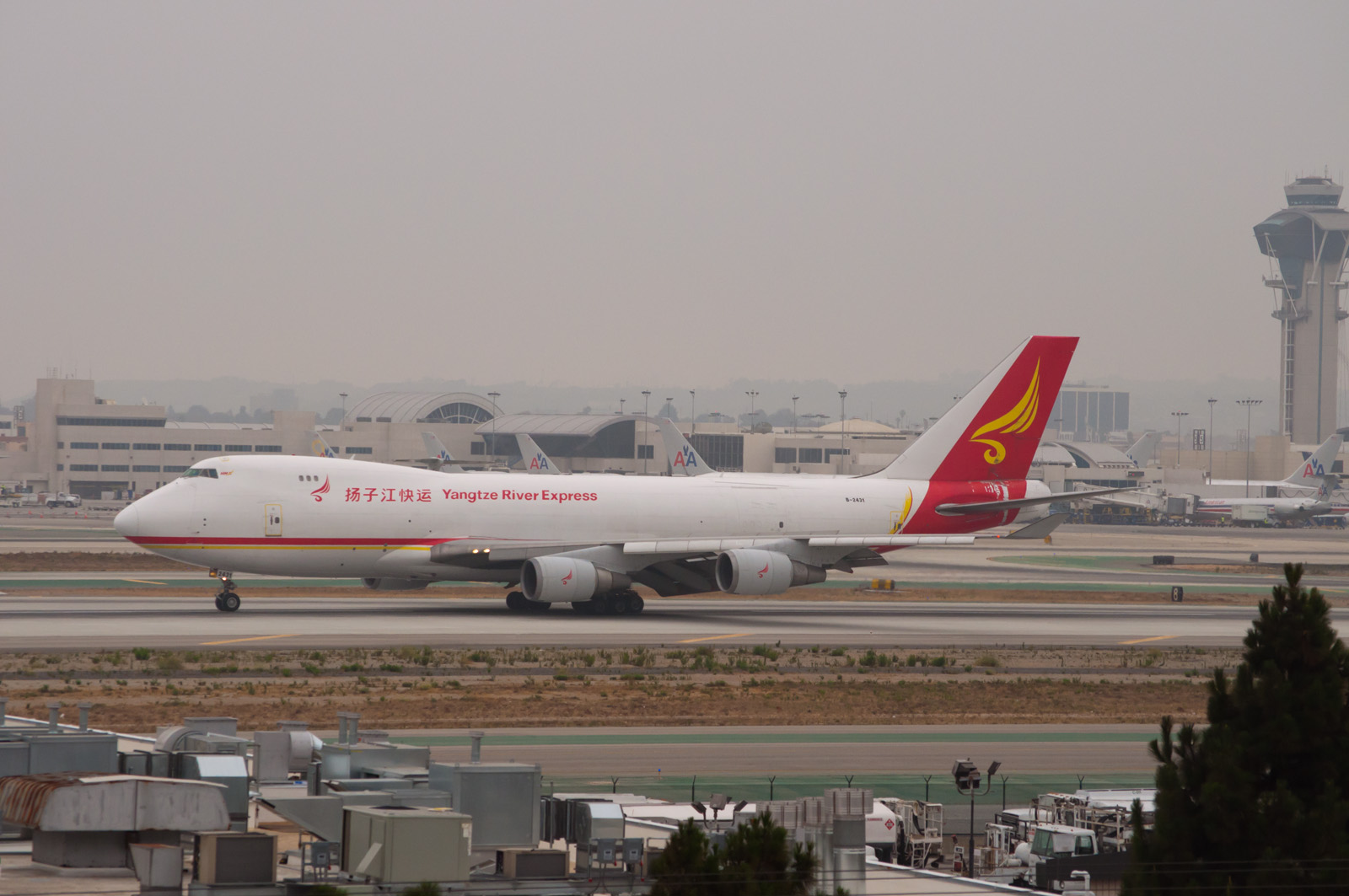
수파르나 항공의 보잉 747-400BDSF
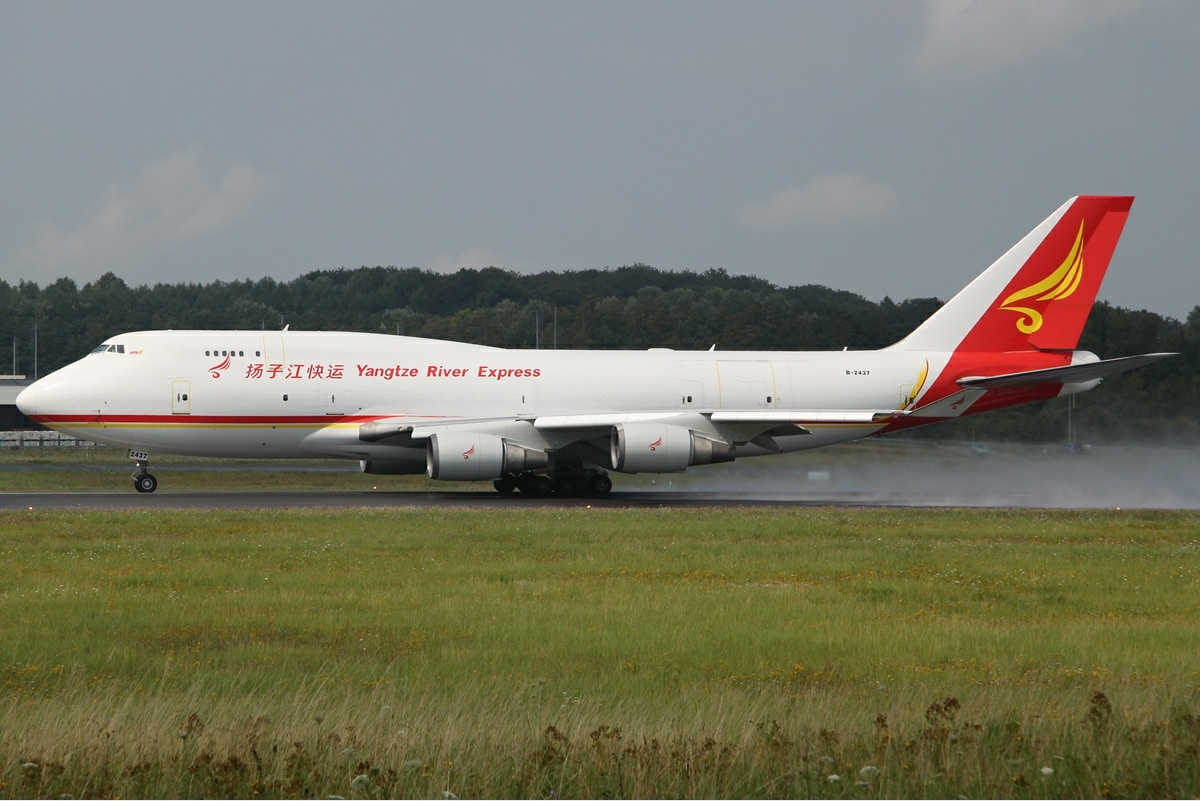
수파르나 항공의 보잉 747-400BDSF